# Лёзин, Владимир Андреевич
Владимир Андреевич Лёзин (16 августа 1938, Аромашево, Тюменская область — 27 июля 2025, Тюмень) — советский и российский учёный-географ, гидролог, озеровед, преподаватель Тюменского государственного университета. Кандидат географических наук (1968), профессор (1995). Действительный член Русского географического общества (1968). Автор более 20 энциклопедических словарей по водным объектам Тюменской области и нескольких двуязычных словарей по наукам о Земле (1999—2021). Один из авторов региональных энциклопедий «Большая Тюменская энциклопедия», «Югория: энциклопедия Ханты-Мансийского автономного округа», «Ямал: энциклопедия Ямало-Ненецкого автономного округа», «Энциклопедия Ямальского района».

## Биография
Родился 16 августа 1938 г. в с. Аромашево Тюменской области в семье учителей Николаевской начальной школы Андрея Артёмовича Лёзина и Анны Петровны Ерофеевой. В 1951—1969 гг. жил в Казахстане.
В 1960 г. окончил с отличием геолого-географический факультет Казахского государственного университета им. С. М. Кирова (г. Алма-Ата). В 1960—1961 г. — учитель географии, истории и астрономии в сельской школе (с. Красивое, Акмолинская обл., Казахстан). В 1961—1964 гг. — аспирант Сектора географии АН Казахской ССР (г. Алма-Ата). В 1964—1969 гг. — инженер-гидролог в Управлении гидрометеослужбы Казахстана (г. Алма-Ата). В 1968 г. защитил кандидатскую диссертацию «Озёра Карагандинской области и их ресурсы».
В 1969—2015 гг. — в Тюменском государственном университете (до 1973 г. — Тюменский педагогический институт): старший преподаватель, заведующий кафедрой экономической географии (1970-71 гг.), доцент кафедры физической географии (1971—1975 и 1985—1992 гг.), кафедры гидрологии и метеорологии (1975—1984 гг.), заведующий кафедрой физической географии и экологии (1992—1998 гг.), профессор этой кафедры (1998—2015 гг.).
В 1969—1990 гг. — учёный секретарь Тюменского отдела Географического общества СССР. Был членом конкурсной комиссии Тюменского пединститута (1970—1971 гг.), членом первого (специализированного) совета Тюменского госуниверситета по присуждению учёных степеней по физико-математическим, географическим и историческим наукам (1974—1975 гг.), первым ректором Тюменского гор. народного университета охраны природы при Всероссийском обществе охраны природы (1980-81 гг.), членом научно-методического совета по геолого-географическим наукам Тюменского обл. правления общества «Знание» (в 1970—1980-х гг.), членом Головного методического Совета РФ по географии (в середине 1990-х гг.), научным экспертом и консультантом в Тюменском обл. комитете охраны окружающей среды и природных ресурсов (1995—2005 гг.), членом первого Общественного совета при управлении Федеральной службы по надзору в сфере природопользования («Росприроднадзор») по Тюменской обл. (2013—2014 гг.)

## Научные труды
Автор 30 книг и свыше 500 других научных публикаций и соавтор 7 книг и около 60 статей. Список работ до 2013 г. подытожен в книге: Лёзин Владимир Андреевич: биобиблиографический указатель / Сост. Е. В. Волынкина // Русское географическое общество, Тюменский гос. ун-т, Ин-т наук о Земле. — Тюмень: ОАО «Тюменский изд. дом», 2013. — 78 с. — ISBN 978-5-9288-0223-3

### Книги (словари, справочники, энциклопедии по гидрографии, учебные пособия)
- Курдин Р. Д., Лёзин В. А. Гидрометеорологические условия плавания судов на Алакольских озёрах: справочное пособие. — Алма-Ата: Изд-во УГМС Каз. ССР, 1968. — 99 с.
- Курдин Р. Д., Лёзин В. А. [и др.]. Озеро Балхаш / Ресурсы поверхностных вод СССР. Т. 13. Центральный и Южный Казахстан. — Вып. 2. Бассейн оз. Балхаш. — Л.: Гидрометеоиздат, 1970. — 101 с.
- Будьков С. Т., Лёзин В. А., Никонов С. П. География Тюменской области: уч. пособие для уч-ся 7-8 кл. — Свердловск: Средне-Урал. кн. изд-во, 1979. — 96 с.- 48000 экз.
- Лёзин В. А. Озера Центрального Казахстана: (комплексная типологическая характеристика режима и ресурсов) / Отв. ред. д-р геогр. наук, проф. Б. Б. Богословский. — Алма-Ата: Наука, 1982. — 188 с. — 1000 экз.
- Будьков С. Т., Лёзин В. А. География Тюменской области: уч. пособие для уч-ся 7-8 кл. — Свердловск: Средне-Урал. кн. изд-во, 1989. — 144 с. — 50000 экз.
- Лёзин В. А., Тюлькова Л. А. Озера Среднего Приобья: (комплексная характеристика). — Тюмень, 1994 (Отп. в ТюмГУ). — 279 с. — 150 экз.
- Лёзин В. А. Реки и озера Тюменской области: (словарь—справочник). — Тюмень, 1995 (Тип. фирмы «Пеликан»). — 300 с. — 350 экз. — ISBN 5-88270-021-3.
- Лёзин В. А. Реки Тюменской области (южные р-ны): справ. пособие. — Тюмень: Изд-во «Вектор Бук», 1999. — 195 с. — 350 экз. — ISBN 5-88131-092-6.
- Лёзин В. А. Реки Ханты-Мансийского автономного округа: справ. пособие. — Тюмень: Изд-во «Вектор Бук», 2000. — 160 с. — 300 экз. — ISBN 5-88131-034-9.
- Лёзин В. А. Реки Ямало-Ненецкого автономного округа: справ. пособие / В. А. Лёзин. — Тюмень: Изд-во «Вектор Бук», 2000. — 141 с. — 300 экз. — ISBN 5-88131-052-7.
- Природа биостанции Тюменского государственного университета «Озеро Кучак» / авт. коллектив: Н. А. Алексеева…, В. А. Лёзин…, Н. В. Янкова. — Тюмень: ТюмГУ, 2005. — 112 с. — 500 экз. — ISBN 5-88081-468-8.
- Лёзин В. А. Реки и озёра Тюменской области: Аромашевский и Голышмановский районы: энциклопедический словарь. — Тюмень: РИЦ ТГАКИиСТ, 2014. — 165 с. — 150 экз. — ISBN 978-5-91804-062-1.
- Лёзин В. А., Ивачёв И. В. Реки и озёра Тюменской области: Ишимский, Абатский, Викуловский, Сорокинский районы: энциклопедический словарь. — Тюмень: РИЦ ТГИК, 2015. — 209 с. — 250 экз. — ISBN 978-5-91804-076-8.
- Лёзин В. А. Реки и озёра Тюменской области: Казанский и Сладковский районы: энциклопедический словарь / Под ред. И. В. Ивачёва. — Тюмень: РИЦ ТГИК, 2016. — 220 с. — 130 экз. — ISBN 978-5-91804-080-5.
- Лёзин В. А. Реки и озёра Тюменской области: Заводоуковский, Омутинский, Упоровский, Юргинский районы: энциклопедический словарь. — Тюмень: РИЦ ТГИК, 2016. — 164 с. — 100 экз.
- Лёзин В. А. Реки и озёра Тюменской области : Армизонский и Бердюжский районы: энциклопедический словарь. — Тюмень, 2016 (Отп. в РИЦ ТГИК). — 240 с. — 50 экз.
- Лёзин В. А. Реки и озёра Тюменской области: Тобольский и Вагайский районы: энциклопедический словарь. — Тюмень: Изд-во ТюмГУ, 2017. — 232 с. — 50 экз. — ISBN 978-5-400-01356-0.
- Лёзин В. А. Реки и озёра Тюменской области: Уватский район: энциклопедический словарь. — Тюмень: Изд-во ТюмГУ, 2018. — 202 с. — 50 экз. — ISBN 978-5-400-01426-0.
- Лёзин В. А. Реки и озёра Тюменской области: Нижнетавдинский и Ярковский районы: энциклопедический словарь. — Тюмень: Изд-во ТюмГУ, 2018. — 180 с. — 50 экз. — ISBN 978-5-400-01427-7.
- Лёзин В. А. Реки и озёра Тюменской области: Тюменский, Ялуторовский и Исетский районы: энциклопедический словарь. — Тюмень: Изд-во ТюмГУ, 2018. — 164 с. — 50 экз. — ISBN 978-5-400-01426-0.
- Лёзин В. А. Озёра и реки южной части Тюменской области: словарь-справочник. — Тюмень: Изд-во ТюмГУ, 2018. — 248 с. — 100 экз. — ISBN 978-5-400-01504-5.
- Лёзин В. А. Энциклопедия рек и озёр южной части Тюменской области. — Тюмень: Изд-во ТюмГУ, 2019. — 248 с. — 100 экз. — ISBN 978-5-400-01561-8.
- Лёзин В. А. Озёра Ханты-Мансийского автономного округа: словарь-справочник. — Тюмень: «Печатник», 2020. — 180 с. — 35 экз.
- Лёзин В. А. Озёра Ямало-Ненецкого автономного округа: словарь-справочник. — Тюмень: «Печатник», 2021. — 190 с. — 35 экз.
- Лёзин В. А. Энциклопедия рек и озёр Ханты-Мансийского автономного округа. Т. 1. Берёзовский, Советский и Кондинский районы. — Тюмень: «Печатник», 2021. — 230 с. — 35 экз.
- Лёзин В. А. Энциклопедия рек и озёр Ханты-Мансийского автономного округа. Т. 2. Белоярский, Октябрьский, Ханты-Мансийский и Нефтеюганский районы. — Тюмень: «Печатник», 2022. — 200 с. — 20 экз.
- Лёзин В. А. Энциклопедия рек и озёр Ханты-Мансийского автономного округа. Т. 3. Сургутский район. — Тюмень: «Печатник», 2022. — 212 с. — 20 экз.
- Лёзин В. А. Энциклопедия рек и озёр Ханты-Мансийского автономного округа. Т. 4. Нижневартовский район. — Тюмень: «Печатник», 2023. — 192 с. — 20 экз.
- Лёзин В. А. Энциклопедия рек и озёр Ямало-Ненецкого автономного округа. Т. 1. Приуральский и Шурышкарский районы. — Тюмень: «Печатник», 2021. — 172 с. — 35 экз.
- Лёзин В. А. Энциклопедия рек и озёр Ямало-Ненецкого автономного округа. Т. 2. Красноселькупский район. — Тюмень: «Печатник», 2021. — 174 с. — 25 экз.
- Лёзин В. А. Энциклопедия рек и озёр Ямало-Ненецкого автономного округа. Т. 3. Ямальский район. — Тюмень: «Печатник», 2022. — 199 с. — 20 экз.
- Лёзин В. А. Энциклопедия рек и озёр Ямало-Ненецкого автономного округа. Т. 4. Надымский и Тазовский районы. — Тюмень: «Печатник», 2022. — 200 с. — 20 экз.
- Лёзин В. А. Энциклопедия рек и озёр Ямало-Ненецкого автономного округа. Т. 5. Пуровский район. — Тюмень: «Печатник», 2022. — 174 с. — 20 экз.

### Двуязычные словари
- Лёзин В. А. Англо-русский словарь по физической географии и геоэкологии = English-Russian dictionary of physical geography and geoecology terms: 22000 слов и словосочетаний. — Тюмень: Тюм. изд. дом, 2003. — 516 с. — 1000 экз. (в пер.). — ISBN 5-9288-0037-1.
- Лёзин В. А. Немецко-русский словарь по землеведению, природопользованию и геоэкологии = Deutsch-Russisches Wörterbuch. Fachausdrücke. Erdkunde. Naturschätze. Ökologie: 25 000 слов и словосочетаний / Российская Федерация, М-во образования и науки, Федеральное агентство по образованию, ГОУ ВПО Тюменский гос. ун-т, Центр трансляции и экспорта образовательных программ. — Тюмень: Изд-во Тюм. гос. ун-та, 2008. — 493 с. — 300 экз. (в пер.). — ISBN 978-5-88081-905-8.
- Лёзин В. А. Русско-английский словарь по географии, геологии, биологии и экологии = Russian-English dictionary geography, geology, biology, ecology: 21000 слов и словосочетаний. — Тюмень: ООО «Печатник», 2012. — 228 с. — 115 экз. — ISBN 978-5-4266-0033-1.
- Лёзин В. А. Русско-английский словарь по гидрологии, гляциологии, климатологии и метеорологии = Russian-English dictionary hydrology, glaciology, climatology & meteorology: 10 000 терминов. — Тюмень: ООО «Печатник», 2012. — 227 с. — 100 экз. — ISBN 978-5-4266-0013-3.
- Лёзин В. А. Русско-испанский разговорник. Путеводитель по Испании. — Тюмень: Изд-во «Вектор Бук», 1998. — 120 с. — 1000 экз.
- Лёзин В. А. Русско-испанский словарь по физической географии: более 15000 слов и словосочетаний / ответственный редактор Е. В. Волынкина. — Тюмень: Печатник, 2025. — 272, [7] с. — Библиогр.: с. 4 (6 назв.). — 15 экз. — ISBN 978-5-4266-0238-0.

### Научные издания под редакцией В. А. Лёзина
- Сборник работ Алма-Атинской гидрометеорологической обсерватории: Вып.1. Вопросы гидрометеорологии / Ред. Р. Д. Курдин и В. А. Лёзин. — Алма-Ата: УГМС Каз. ССР, 1965. — 162 с.
- Сборник работ Алма-Атинской гидрометеорологической обсерватории: Вып.2. Вопросы гидрологии / Под ред. Р. Д. Курдина и В. А. Лёзина. — Алма-Ата: УГМС Каз. ССР, 1967. — 270 с.
- Сборник работ Алма-Атинской гидрометеорологической обсерватории: Вып.4. Вопросы гидрологии / Под ред. В. А. Лёзина. — Алма-Ата: УГМС Каз. ССР, 1969. — 206 с.
- Сборник работ Алма-Атинской гидрометеорологической обсерватории: Вып.5. Вопросы метеорологии, гидрологии и агрометеорологии / Под ред. С. Н. Зарембо, В. А. Лёзина и Р. Н. Титовой. — Алма-Ата: УГМС Каз. ССР, 1970. — 184 с.
- Гидрометеорологические условия плавания судов на Бухтарминском водохранилище: краткое справ. пособие / Обзоров О. А. // Под ред. канд. геогр. наук В. А. Лёзина. — Алма-Ата, 1969. — 144 с.
- Известия Тюменского отдела Географического общества СССР. / Отв. ред. В. А. Лёзин. — Вып.1. — Тюмень, 1972. — 103 с.
- Гидрология и гидробиология Западной Сибири: (сб. статей) / Отв. ред. В. А. Лёзин. — Л.: Геогр. общ-во СССР, 1975. — 125 с.
- Природные ресурсы Тюменской области: (сб. статей) / Отв. ред. В. А. Лёзин. — Л.: Геогр. общ-во СССР, 1976. — 135 с.

## Награды и признание
- Почётная грамота Министерства высшего образования РСФСР на Всероссийской выставке «Комплексное использование природных ресурсов» (г. Томск, 1984).
- Почётная грамота президиума Географического общества СССР.
- Почётная грамота Министерства высшего профессионального образования РФ (2000 г.).
- Почётный ветеран Тюменского государственного университета (2015).